# 4026 Beet
4026 Beet (1982 BU1) là một tiểu hành tinh vành đai chính được phát hiện ngày 30 tháng 1 năm 1982 bởi Edward L. G. Bowell ở Flagstaff (AM).